# Karang Manunggal
Karang Manunggal is een bestuurslaag in het regentschap Banyuasin van de provincie Zuid-Sumatra, Indonesië. Karang Manunggal telt 1807 inwoners (volkstelling 2010).